# 金御岳公園
金御岳公園（かねみだけこうえん）は宮崎県都城市梅北町にある標高427メートルの金御岳にある公園。

## 概要
都城盆地を一望でき、時期によっては雲海やサシバの渡りの観察ができる。夜には日本の夜景100選に選ばれた夜景が見られる。山頂にはハンググライダーやパラグライダーの離陸台がある。
また、同地にある金御岳は霧島ジオパークのジオサイトの一つであり、四万十層群と呼ばれる露出した岩石が見られる。

## ギャラリー

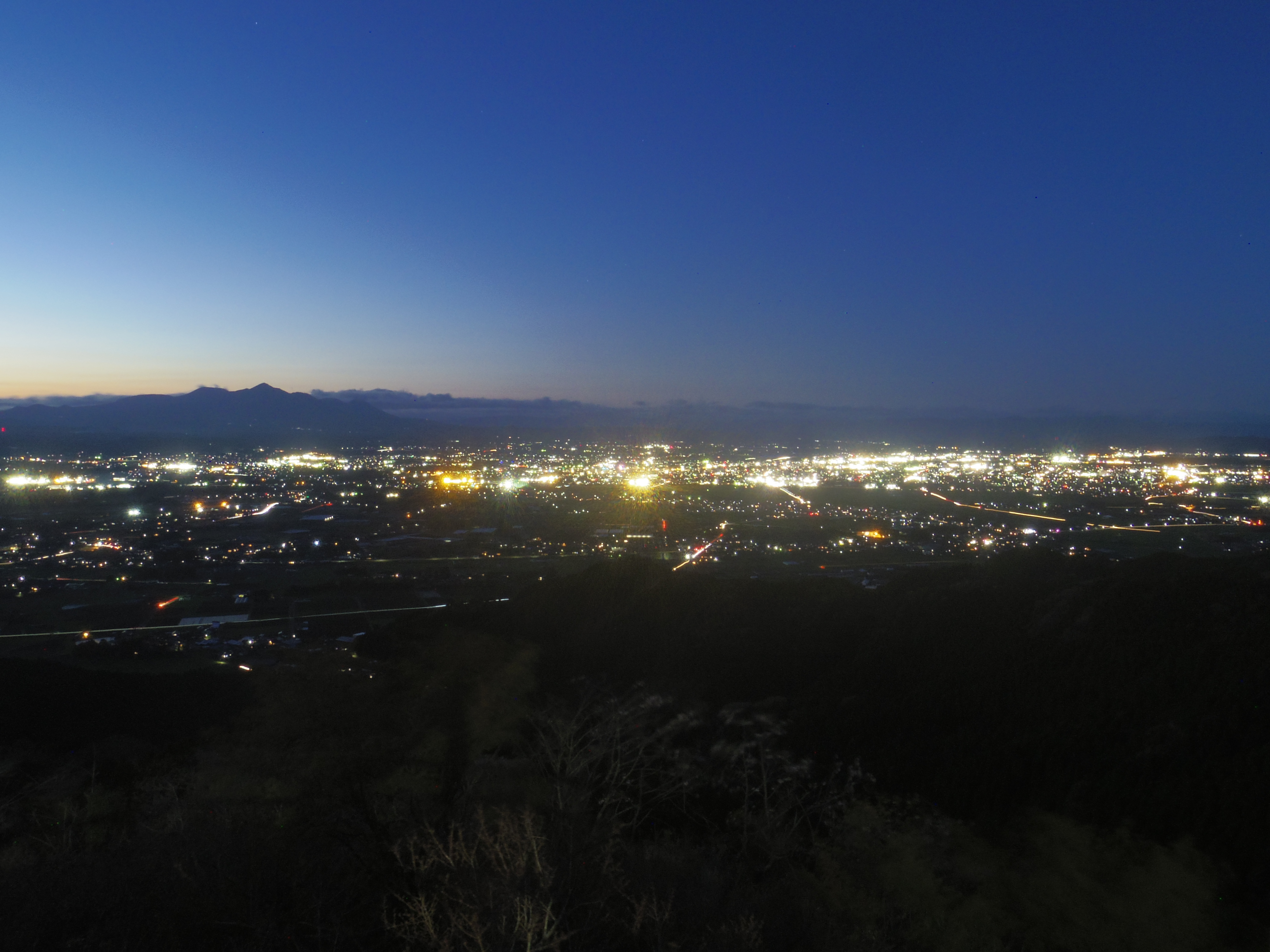
金御岳からみた夜景